# Leif Öhrvall
Leif Hjalmar Öhrvall (* 25. Januar 1897 in Uppsala; † 20. September 1985) war ein schwedischer Diplomat.

## Leben
Öhrvall war der Sohn des Arztes Hjalmar Öhrwall und von Elise Axelson. Er legte 1915 den Bachelor of Arts ab. Im Jahre 1919 schloss er ein Studium der Rechtswissenschaften ab, bevor er 1930 zum Attaché des Außenministeriums Schwedens ernannt wurde. Öhrvall war ab 1931 in London, Wien, Belgrad und Budapest tätig. 1934 wurde er zum zweiten Sekretär im Außenministerium, 1934 zum Außenminister und 1935 zum Sekretär in Buk  und 1937 in Sofia ernannt. Öhrvall war Geschäftsträger in Lissabon im Jahr 1938, erster Vizekonsul in Oslo im Jahr 1941, Konsul dort im Jahr 1944 und diente im Außenministerium im Jahr 1945. Anschließend war er Konsul in Baden-Baden im Jahr 1947, Missionsrat und Missionsleiter in Tokio im Jahr 1948, Geschäftsträger in Reykjavik 1951, dort Gesandter 1953–1955, in Bogotá, Panama-Stadt und Quito 1955–1958. Öhrvall war von 1958 bis 1963 Botschafter in Dublin und ab 1965 Vorstandsmitglied der Hugo-Alfvén-Foundation.
Öhrvall starb am 20. September 1985 und wurde am 29. November 1985 auf dem alten Friedhof von Uppsala beigesetzt.

## Auszeichnungen
- Ritter des Nordstern-Ordens
- Das Große Kreuz des kolumbianischen San Carlos Ordens
- Das Großkreuz des Isländischen Falkenordens
- Kommandeur des Ordens des Löwen von Finnland
- Kommandeur des norwegischen Sankt-Olav-Ordens
- Kommandeur des portugiesischen Christusorden
- Offizier des Niederländischen Ordens von Oranien-Nassau
- Offizier des Tschechoslowakischen Ordens des Weißen Löwen
- Ritter des Belgischen Kronenordens
- Ritter des Finnischen Ordens der Weißen Rose
- Japanischer Orden der Aufgehenden Sonne

| Personendaten    | Personendaten                              |
| ---------------- | ------------------------------------------ |
| NAME             | Öhrvall, Leif                              |
| ALTERNATIVNAMEN  | Öhrvall, Leif Hjalmar (vollständiger Name) |
| KURZBESCHREIBUNG | schwedischer Diplomat                      |
| GEBURTSDATUM     | 25. Januar 1897                            |
| GEBURTSORT       | Uppsala                                    |
| STERBEDATUM      | 20. September 1985                         |